# パンの画家

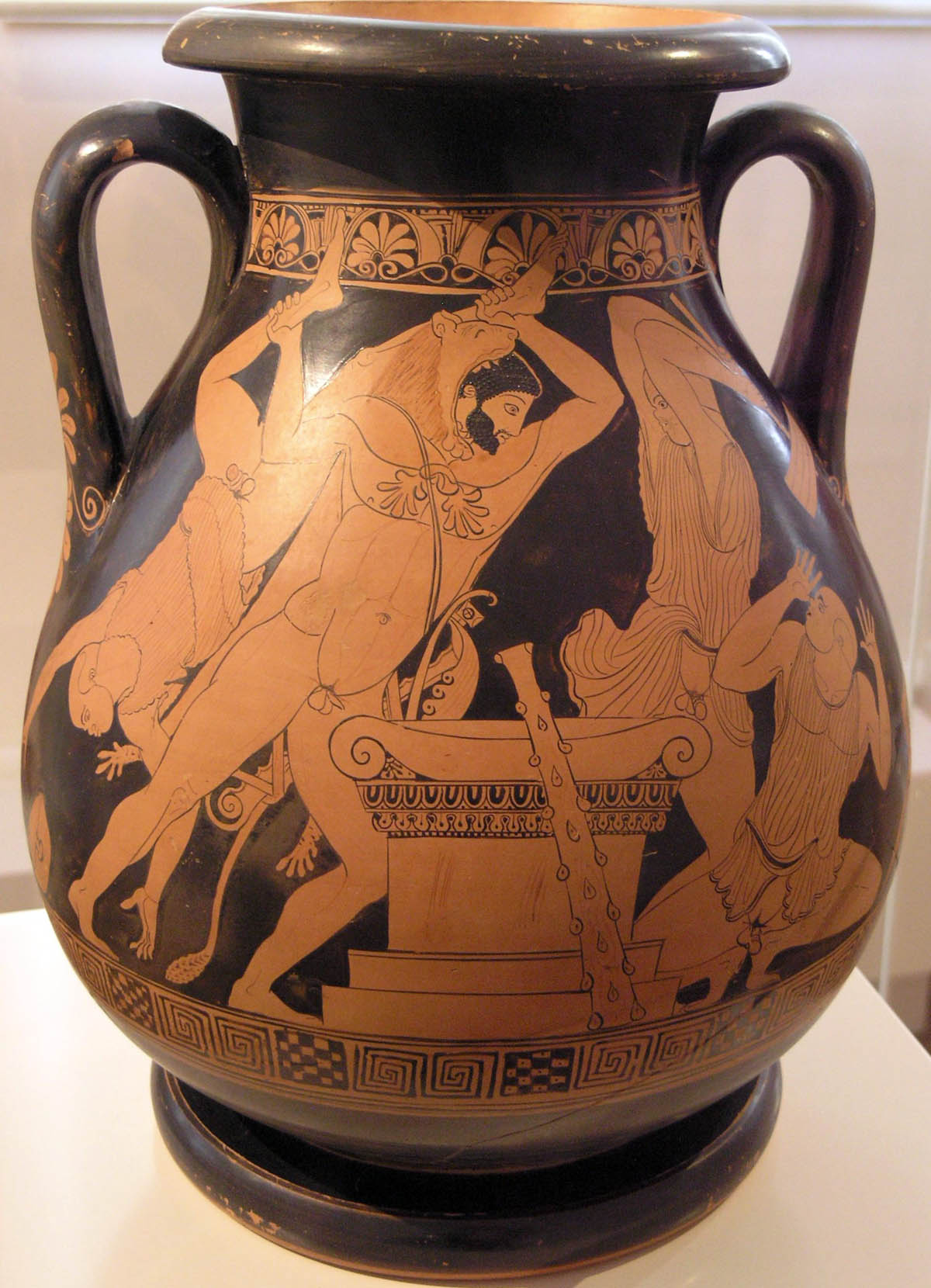
ブーシーリスと戦うヘラクレスを描いたペリケ。テスピアイで出土。紀元前470年ころ。アテネ国立考古学博物館蔵。

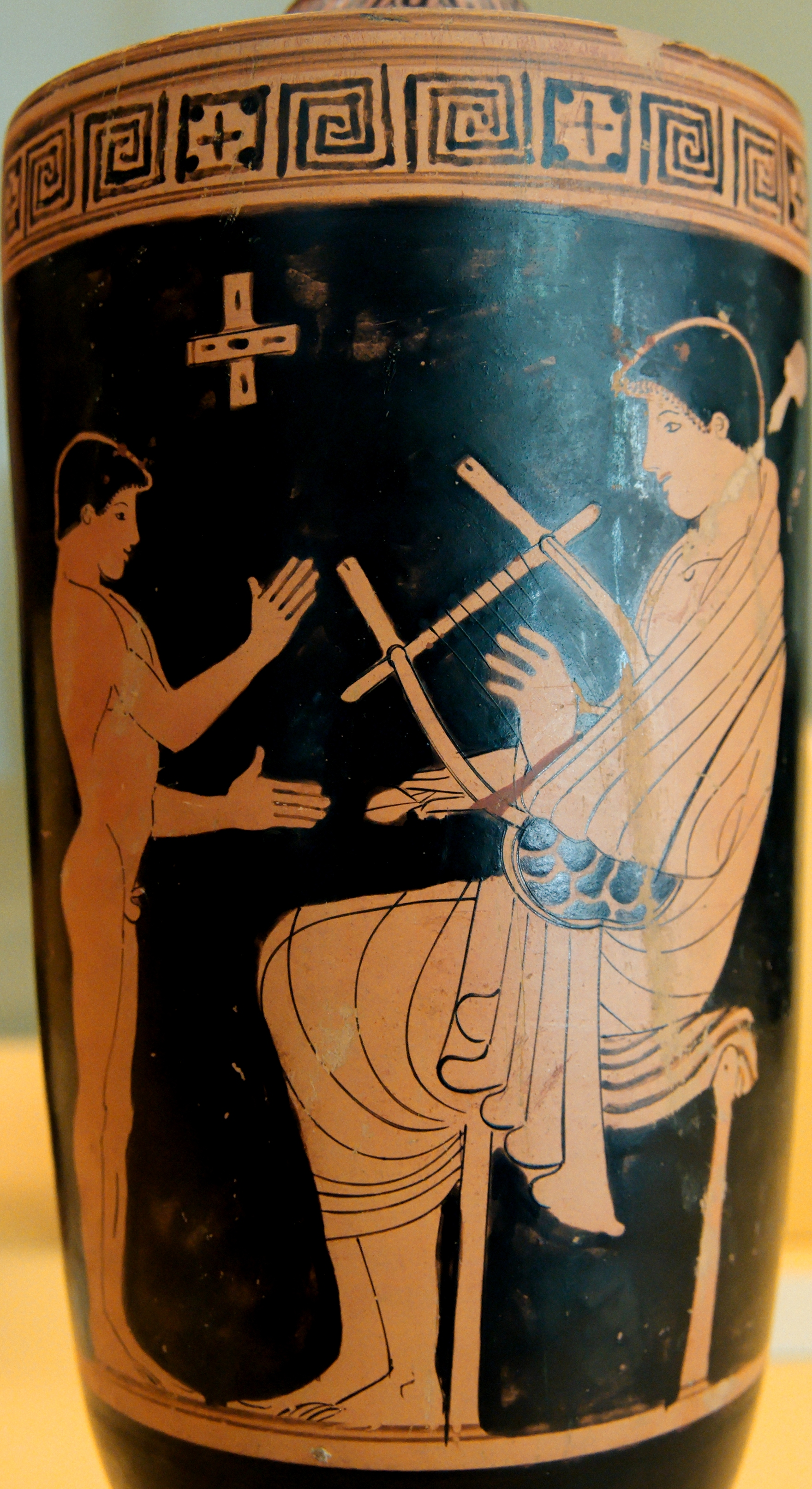
少年に琴を教える音楽家を描いたレキュトス。紀元前470年から紀元前460年ころ。マドリード国立考古学博物館蔵。

パンの画家（パンのがか、英語: the Pan Painter）は、古代ギリシアの陶器にアッティケー風の赤絵式の技法（赤絵式陶器、Red-figure pottery）で壷絵を描いた絵付師で、おもに紀元前480年ころから紀元前450年ころまで活躍したとされる人物。ミュソン (Myson of Chenae) の生徒、マンネリスト (the Mannerists) の最初のひとりとされるが、絵画技術的にはマンネリストの中でも最も秀でていたと判断されている。サー・ジョン・ビーズリーは150点以上の壷について「パンの画家」の作であると判断していた。「パンの画家」という呼び名は、山羊飼いを追いかけるパン（パーン、牧羊神）の姿が描かれた、鐘型クラテール（ボストン美術館蔵）に由来する。

## おもな作品
- 鐘型クラテール（ボストン美術館蔵）- パンと羊飼い、アクタイオーンの死
- ペリケ (pelike) （アテネ国立考古学博物館蔵）- ヘラクレスとブーシーリス
- プシュクテル (psykter)（ミュンヘン）- マルペーッサを求めて競うアポローン
- レキュトス（ボストン）- 狩人
- オイノコエ (Oenochoe) （ロンドン）- オレイテュイアを追いかけるボレアースと、嘆くオレイテュイアの父親[3]